# Шнирпфлинген
Шнирпфлинген (њем. Schnürpflingen) општина је у њемачкој савезној држави Баден-Виртемберг. Једно је од 55 општинских средишта округа Алб-Донау-Крајс. Према процјени из 2010. у општини је живјело 1.369 становника. Посједује регионалну шифру (AGS) 8425110.

## Географски и демографски подаци
Шнирпфлинген се налази у савезној држави Баден-Виртемберг у округу Алб-Донау-Крајс. Општина се налази на надморској висини од 537 метара. Површина општине износи 10,7 km². У самом мјесту је, према процјени из 2010. године, живјело 1.369 становника. Просјечна густина становништва износи 128 становника/km².

## Међународна сарадња
| Мјесто | Држава    | Врста сарадње | Од    |
| ------ | --------- | ------------- | ----- |
|        | Француска | партнерство   | 2000. |
| Извор  |           |               |       |